# Pachymetoides stigmatica
Pachymetoides stigmatica är en fjärilsart som beskrevs av Embrik Strand 1912. Pachymetoides stigmatica ingår i släktet Pachymetoides och familjen ädelspinnare. Inga underarter finns listade i Catalogue of Life.